# خلل التنسج الأديمي الظاهر ناقص التعرق

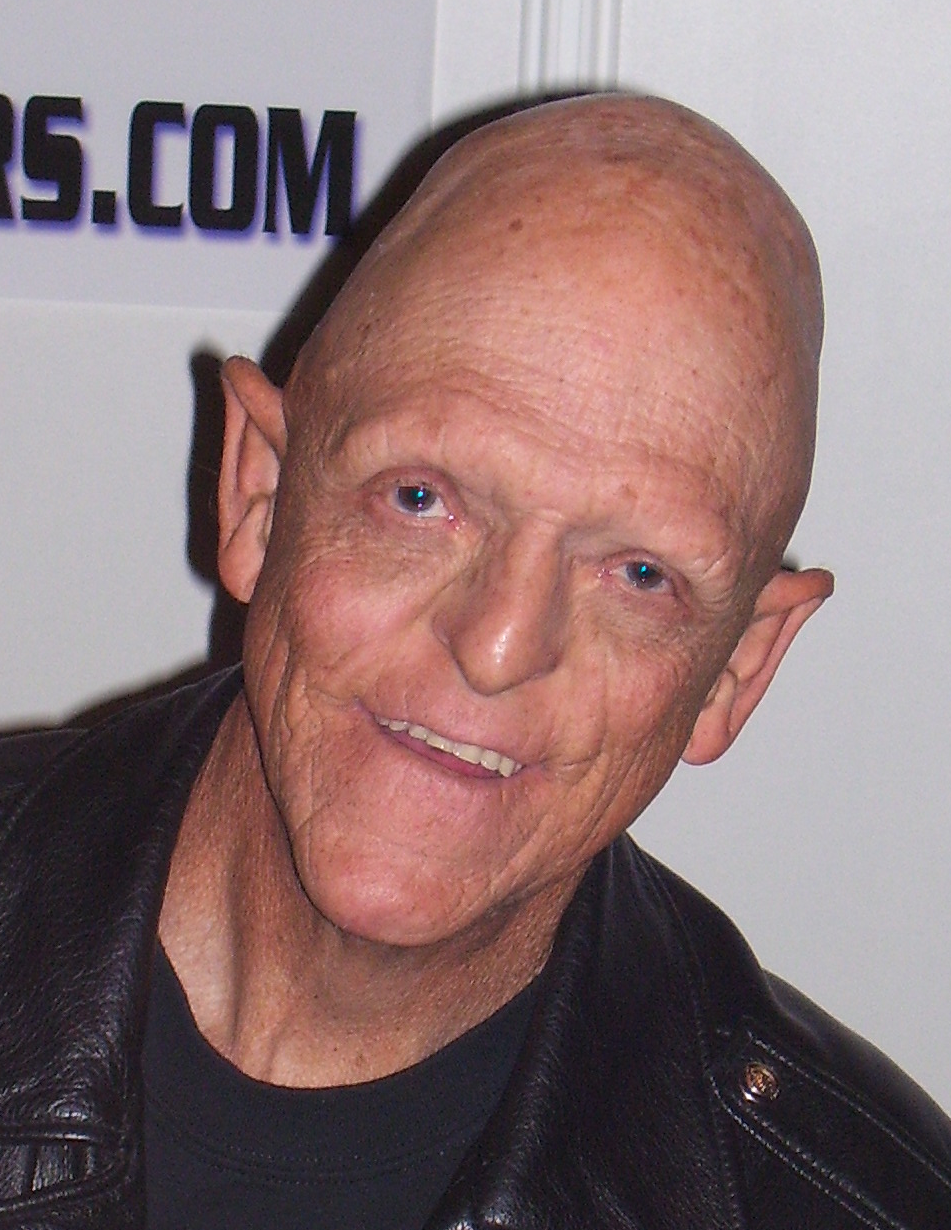
الممثل مايكل بيريمان المصاب بهذا المرض

خلل التنسج الأديمي الظاهر ناقص التعرق (بالإنجليزية: Hypohidrotic ectodermal dysplasia)‏ أو خلل التنسج الأديمي الظاهر المصحوب بندرة التعرق (بالإنجليزية: Anhidrotic ectodermal dysplasia)‏ أو متلازمة كريست سيمنز تورين (بالإنجليزية: Christ-Siemens-Touraine syndrome)‏:570 هو نوع من بين 150 نوعا من خلل التنسج الأديمي الظاهر. تتسبب الاضطرابات قبل الولادة بمشاكل في تكوين بعض التراكيب والأعضاء بضمنها الجلد والشعر والأظافر والأسنان والغدد العرقية.:515–517

## الأعراض والعلامات
من الأعراض المميزة لهذا المرض:
- نقص التعرق بسبب قلة الغدد العرقية أو أن الغدد لا تقوم بوظيفتها بشكل ملائم
- فرط الحرارة بسبب مشكلة نقص التعرق
- نقص الشعر، قد يكون الشعر جافا وفاتح اللون
- نقص الأسنان أو هنالك تشوه فيها
- ملامح مميزة للوجه، بضمنها جبهة بارزة وشفتان غليظتان
- جلد مجهد وغامق اللون حول العينين
- إكزيما
- نتن الأنف

يعد خلل التنسج الأديمي الظاهر ناقص التعرق أكثر أنواع خلل التنسج الأديمي الظاهر شيوعا، ويصيب حوالي شخصا واحدا بين كل 17000 فرد حول العالم.

## التسمية
يسمى المرض بمتلازمة كريست سيمنز تورين والتي جاءت على اسم طبيب الأسنان الألماني يوسف كريست (1871-1948) وطبيب الأمراض الجلدية الألماني هرمان فرنر سيمنز (1891-1969) وطبيب الأمراض الجلدية الفرنسي ألبرت تورين (1883-1961).